# 霍姆伍德鎮區 (堪薩斯州富蘭克林縣)
霍姆伍德鎮區（英語：Homewood Township）為位在美國堪薩斯州富蘭克林縣的鎮區。2010年美国人口普查中該鎮區人口有532人。

## 地理
霍姆伍德鎮區涵蓋面積78.03平方（30.13平方英里），境內無城鎮及非建制地區。根據美國地質調查局的資料，此鎮區擁有4座墓園：安蒂奧克墓園（Antioch Cemetery）、中克里克墓園（Middle Creek Cemetery）、芒特普萊森特墓園（Mount Pleasant Cemetery）以及聖約翰斯墓園（Saint Johns Cemetery）。

## 人口統計
根據2010年美國人口普查，霍姆伍德鎮區人口有532人，人口密度為6.79人/平方公里。種族組成方面，96.8%為白人；0.56%為非裔美洲人；0.56%為美洲原住民；0%為亞洲人；0%為太平洋島民；0.19%為來自其他種族；另外有1.88%來自兩個或以上的種族。而其他族裔如西班牙裔美國人或拉丁美洲人等佔該鎮區人口的1.5%。

## 外部連結
- USGS Geographic Names Information System (GNIS) （页面存档备份，存于）
- US-Counties.com
- City-Data.com （页面存档备份，存于）